# Tales of Arcadia
Tales of Arcadia (en España Cuentos de Arcadia, y en Hispanoamérica Relatos de Arcadia) es una trilogía de series animadas creada para Netflix por Guillermo del Toro, y producida por Dreamworks Animation y Double Dare You.
La primera serie, Trollhunters, está basada en un libro escrito por del Toro junto a Daniel Kraus. Se estrenó desde 2016 a 2018. La segunda serie, 3Below, se estrenó desde 2018 hasta 2019. La tercera y última serie, Wizards, se estrenó en 2020. El 7 de agosto, se anuncia que la trilogía concluiría con una película Trollhunters: El despertar de los titanes que se estrenó en el 2021.

## Historial de producción
Guillermo del Toro inicialmente imaginó la idea de Trollhunters como una serie de televisión de acción en vivo; sin embargo, esto se consideró poco práctico debido a preocupaciones presupuestarias y, como resultado, convirtió la idea en un libro que coescribió junto a Daniel Kraus. DreamWorks luego planeó convertir el libro en una película animada, pero finalmente decidió convertirlo en una serie.
En noviembre de 2017, del Toro anunció que a los Trollhunters les seguirán dos secuelas tituladas 3Below y Wizards. En diciembre de 2017, se reveló que dos personajes de Trollhunters "Steve Palchuk" e "Eli Pepperjack" (Steven Yeun y Cole Sand, respectivamente), tendrán sus roles extendidos a 3Below.
En abril de 2017, se anunció que el papel de Jim Lake Jr. incorporaría las voces de Anton Yelchin y Emile Hirsch para la totalidad de la parte 3, y que dos personajes presentados en la parte 3 de Trollhunters, "Aja Tarron" y "Krel Tarron" (Tatiana Maslany y Diego Luna, respectivamente), también repetirán sus roles y servirán como protagonistas en 3Below. En mayo de 2018, se reveló que Steve Palchuk aparecerá en Wizards, siendo el único personaje que aparece en toda la trilogía con rol protagónico.

## Argumento
Tales of Arcadia se sitúa en la ciudad ficticia de Arcadia Oaks, localizada en el estado de California.

### Trollhunters
Trollhunters, la primera en la saga. Un adolescente de quince años llamado James Lake Jr. Apodado como Jim o Jimbo encuentra un amuleto mágico que lo transforma en un guerrero con el título de "Cazador de Troles". De ese modo será el elegido para defender a los troles que viven debajo de la ciudad de Arcadia de los troles malos que intentan escapar de las llamadas "tierras oscuras" para acabar con la paz y conquistar el mundo. Cuenta con 3 temporadas, la primera temporada cuenta con 26 episodios, la segunda parte con 13 episodios y por último la tercera temporada cuenta con 13 episodios.

### 3Below
3Below, la segunda entrega. Los dos hermanos alienígenas de la realeza Aja y Krel Tarron y su guardaespaldas Varvatos Vex y su mascota Luug, escapan de Akiridion-5, su planeta de origen, y aterrizan en la Tierra, en la ciudad de Arcadia. Allí, los alienígenas se adaptan a la cultura humana e intentan arreglar su nave espacial para regresar y recuperar su planeta natal, que fue tomado por un dictador malvado. Cuenta con 2 temporadas de 13 episodios cada una. Y también Aja se hace novia de Steve Palchuk un atleta, estudiante, guerrero y bully y también estafador de Arcadia Oaks.

### Wizards
Wizards, la tercera y última serie de la saga. Un aprendiz del mago Merlín viaja en el tiempo hacia la época de Camelot en una batalla contra la Orden Arcana, debiendo encontrar la forma de derrotarlos sin afectar el curso de la historia. Cuenta con una temporada de 10 episodios (como la única serie limitada de la trilogía).

### Trollhunters: El despertar de los titanes
Trollhunters: El despertar de los titanes, la película que dará fin a esta saga. Los héroes de Arcadia Oaks unirán fuerzas cuando se inicia una guerra apocalíptica entre humanos, monstruos e incluso alienígenas, donde el control de la magia pondrá a toda la galaxia en peligro. aunque Steven "Steve“ Palchuk se queda embarazado por besar 7 veces a su novia (esposa): Aja Tarron, al final de la película tienen 7 hijos llamados: Maja, Baja, Taja, Faja, Daja, Waja, y Eli Jr. Este último se llama así porque es en honor al mejor amigo de Steve Palchuk Elijah "Eli" Pepperjack.